# John de Vere, XV conte di Oxford
John de Vere XV conte di Oxford (Swansea, 1482 – Hedingham, 21 marzo 1540) è stato un militare britannico.

## Biografia
John de Vere nacque attorno al 1482 da John de Vere e Alice Colbroke. Bisnipote di Richard de Vere, XI conte di Oxford succedette al contado al cugino John de Vere, XIV conte di Oxford che morì nel 1526 senza lasciare eredi maschi. John aveva due fratellastri William e Walter Courtneay, oltre a una sorellastra, Katherine, tutti nati dal secondo matrimonio che sua madre aveva contratto poco prima del 1491 con Walter Courtneay (morto 7 novembre 1506). Quando nel 1509 Enrico VII d'Inghilterra morì John rivestì la carica di Esquire of the body ai funerali del sovrano e nel 1513 venne creato cavaliere da Enrico VIII d'Inghilterra a Tournai a seguito della battaglia degli speroni. John combatté gli scozzesi per molto tempo e presenziò anche al Campo del Drappo d'Oro che si tenne nel 1520 in Francia e presenziò all'incontro che il sovrano ebbe con suo nipote Carlo V d'Asburgo a Dover nel 1522. Il 19 dicembre 1526 fu creato Lord gran ciambellano, mentre il 21 ottobre 1527 entrò a far parte dell'Ordine della Giarrettiera, due anni dopo il 1º dicembre 1529 firmò una petizione contro il cardinale Thomas Wolsey e prima del 22 marzo 1531 entrò a far parte del consiglio privato. John fu anche emissario del re in Francia e in Germania dove combatté anche in favore dei protestanti, mentre in patria si batté contro i ribelli irlandesi e contro gli scozzesi. Nell'aprile 1533 portò la corona che doveva incoronare Anna Bolena, seconda moglie di Enrico, ma questo non gli impedì di fare parte della giuria che la condannò tre anni più tardi o di consigliare l'uccisione di Tommaso Moro. Il 15 ottobre 1537 John presenziò al battesimo del giovane Edoardo, nato dal terzo matrimonio del re con Jane Seymour e il 12 novembre partecipò ai funerali della regina, morta per i postumi del parto. Il 2 e 3 dicembre 1538 fece parte della giuria che condannò a morte Henry Courtenay, I marchese di Exeter e Henry Pole, I barone Montagu. Quando l'anno dopo approdò in Inghilterra la quarta moglie di Enrico, Anna di Clèves, John e suo figlio furono ad accoglierla a Blackheath. Si crede che John sia stato il primo conte di Oxford ad abbracciare la religione riformata e patrocinò una compagnia di suonatori per i quali ingaggiò John Bale perché fra il 1534 e il 1536 scrivesse dei brani per loro. John morì il 21 marzo 1540 nell'Essex e venne sepolto il 12 aprile seguente al villaggio di Castle Hedingham.

## Matrimoni e figli
Da Christian Foderingey (1481 ca.- 2 novembre 1498), figlia di Thomas Foderingey e Elizabeth Doreward, non ebbe figli.
In seconde nozze John sposò Elizabeth Trussell da cui ebbe:
- Elizabeth de Vere (1512 ca.)
- John de Vere, XVI conte di Oxford
- Frances de Vere (1517 ca.- 30 giugno 1577)
- Aubrey de Vere
- Robert de Vere (1520 ca.)
- Anne de Vere (1522 ca.- 14 febbraio 1572)
- Geoffrey de Vere (1523 ca.)